# Eusparassus flavovittatus
Eusparassus flavovittatus là một loài nhện trong họ Sparassidae.
Loài này thuộc chi Eusparassus. Eusparassus flavovittatus được Lodovico di Caporiacco miêu tả năm 1935.